# Miozoa
Embranchement
Les Miozoa sont un embranchement de Chromistes.

## Liste des sous-embranchements
- Myzozoa Cavalier-Smith & E.E.Chao (d), 2004
- Protalveolata Cavalier-Smith, 1991

## Systématique
Le nom valide complet (avec auteur) de ce taxon est Miozoa Cavalier-Smith, 1987.
Miozoa a pour synonyme Dinophyta Bütschli, 1885 sensu Gomez 2012,,.